# Apocryptus issikii
Apocryptus issikii là một loài tò vò trong họ Ichneumonidae.